# Aplidium propinquum
Aplidium propinquum is een zakpijpensoort uit de familie van de Polyclinidae. De wetenschappelijke naam van de soort is voor het eerst geldig gepubliceerd in 1945 door Van Name.